# Protea rupestris
Protea rupestris là một loài thực vật có hoa trong họ Quắn hoa. Loài này được R.E.Fr. miêu tả khoa học đầu tiên năm 1914.